# Баурчи (Каушанский район)
Баурчи́ (рум. Baurci) — село в Каушанском районе Молдавии. Наряду с селом Новые Киркаешты входит в состав коммуны Новые Киркаешты.

## География
Село расположено на высоте 236 метров над уровнем моря.

## Население
По данным переписи населения 2004 года, в селе Баурчи проживает 556 человек (275 мужчин, 281 женщина).
Этнический состав села:
| Национальность | Число жителей | Процентный состав |
| -------------- | ------------- | ----------------- |
| гагаузы        | 370           | 66,55             |
| молдаване      | 178           | 32,01             |
| украинцы       | 1             | 0,18              |
| цыгане         | 1             | 0,18              |
| русские        | 1             | 0,18              |
| прочие         | 5             | 0,9               |
| Всего          | 556           | 100 %             |